# Rengō
Le Rengō (連合), abréviation de Nihon Rōdōkumiai Sōrengōkai (日本労働組合総連合会, lit. « confédération des syndicats ouvriers japonais ») est un syndicat professionnel japonais, qui revendique six millions et demi d'adhérents et est présidé par Tomoko Yoshino. Il est affilié à la Confédération syndicale internationale, et lié au Parti démocrate du Japon. Il est issu de la fusion de quatre syndicats, dont le Dōmei (ja) et le Sōhyō (en), en 1989.
Les organisations syndicales japonaises ont une structure hiérarchique en trois couches : syndicats d'entreprise, fédérations industrielles, et le centre national (Rengō) au sommet. Il y a également un réseau étendu, avec des organismes locaux établis dans toutes les préfectures du Japon.

## Principe
Le Rengō est un centre national, composé de fédérations industrielles. Son but est de « défendre l'emploi et les vies de tous les travailleurs », incluant naturellement les travailleurs syndiqués. Il travaille avec les organismes gouvernementaux et les employeurs sur des questions telles que les normes de travail, les systèmes fiscaux et la sécurité sociale, qui ne peuvent pas être négociées au niveau local ou en entreprise.
En rassemblant la puissance de différents syndicats, le centre national peut élever le niveau des conditions de travail et des normes existantes pour tous les ouvriers. Les succès dans ces secteurs par le centre national créent, alternativement, une confiance envers les syndicats au niveau du lieu de travail, contribuant à renforcer ces mêmes syndicats d'entreprise et leurs fédérations industrielles. Dans le passé, le Japon a eu plusieurs centres nationaux divisés, mais les efforts pour augmenter la puissance des syndicats ont abouti à la formation en 1989 d'un centre national unifié.
Au début du mois de mars de chaque année, le Rengō commence les négociations du shuntō.

## Histoire
En 2009, le Rengō compte 6,6 millions de syndiqués, et a soutenu 290 des 330 candidats du Parti démocrate du Japon lors des élections législatives japonaises de 2009, dont 220 ont été élus (308 élus du PDJ au total). Selon son président Tsuyoshi Takagi (ja), les secteurs prioritaires pour la création d'emploi sont la santé, l'agriculture et l'industrie forestière ; en accord avec les propositions de campagne du PDJ, il souhaite une loi pour interdire l'intérim dans les usines, ainsi qu'un salaire minimum national, et non préfectoral.
En octobre 2021, Tomoko Yoshino est élue à la présidence du Rengō. C'est la première femme à occuper ce poste. Elle remplace Rikio Kōzu (ja). Le Rengō, première confédération syndicale, compte 7 millions de syndiqués. Environ 34,5 % des postes de décision au sein du Rengō sont occupés par des femmes, un taux élevé dans un pays où les femmes sont traditionnellement tenues à l'écart des postes à responsabilité.